# Aptostichus angelinajolieae
Aptostichus angelinajolieae is een spinnensoort uit de familie Cyrtaucheniidae. De soort komt voor in de Verenigde Staten.
De spin is vernoemd naar de Amerikaanse actrice Angelina Jolie als eerbetoon voor haar werk voor de UNHCR.